# Polypsecadium effusum
Polypsecadium effusum är en korsblommig växtart som först beskrevs av Otto Eugen Schulz, och fick sitt nu gällande namn av Al-shehbaz. Polypsecadium effusum ingår i släktet Polypsecadium och familjen korsblommiga växter. Inga underarter finns listade i Catalogue of Life.